# Beaufin
Beaufin là một xã thuộc tỉnh Isère, vùng Rhône-Alpes đông nam nước Pháp. Xã này nằm ở khu vực có độ cao từ 744-2080 mét trên mực nước biển.